# Wéber Ede
Wéber Ede (Bázel, 1843. január 11. – Kerepes, 1935. szeptember 24.) svájci-magyar pedagógus, szőlész, nemzetgazdász.

## Életpályája
Svájcban született Heinrich Eduard Weber néven, ott szerzett tanári diplomát. 1870-ben a magyar kormány meghívására jött Magyarországra, hogy átvegye a Balatonfüreden létesült árvaházi nevelőintézeti pedagógusokat képző intézet vezetését. 1872-től 1882-ig a budai tanítóképző intézetben tanított. Ezután nyugalomba vonult. Felesége Michelini Laura, kinek édesanyja halála után 124 holdas birtokot örököltek Kerepesen.
Ezek után Kerepesre költözött, ahol megalapította Helvécia-telepet, amelyet ma Szilasligetnek neveznek. Az elhanyagolt birtokból, 3 év alatt mintagazdaságot hozott létre. Az akkori Kerepesi előjárók felkérték, legyen Kerepes bírája. Nem akarta elfogadni, mivel az akkortájt jelentős számú tót lakosság nem beszélt magyarul. Ezért feltételnek szabta, ha megtanulnak magyarul, ő is elvállalja e tisztséget. Megegyeztek és később, rövid idő alatt is nagyban fellendítette Kerepest. Tűzoltópuskát vett a településének, és saját földjét felparcellázva jött létrejött Helvécia telep is.
1887-ben egy svájci üzlettársának segítségével vállalkozásba kezdett, és később Kecskemét és Kiskunfélegyháza határában svájci tőkések közreműködésével 2000 holdas szőlőtelepet létesített Helvécia néven. Mivel megismerkedett Miklós Gyulával, a szőlőtelepítés kormánybiztosával, aki 200 családnak megélhetést nyújtó szőlőtelepet kívánt létesíteni a Duna-Tisza közén, hozzákezdett a kedvére való, nagy terv megvalósításához: benyújtotta földvásárlási kérelmét, amelyet Kecskemét helyi közgyűlése és Lestár Péter polgármester támogatott úgy, hogy 1891. november 20-án a törvényhatósági bizottság azzal a feltétellel szavazta meg a város tulajdonában levő 2000 hektár immunis homokterület eladását, hogy a vevők azonnal megkezdik a szőlő telepítését. 
1892 esztendő tavaszán a kecskeméti vasútállomásról baktatott ki a pusztába 88 magyar és 17 német anyanyelvű család, akik vállalkoztak a – valljuk be – akkor még bizonytalannak látszó kísérletre: Weber Ede irányításával nekiláttak a szőlőtelepítésnek és új lakóhelyüket az alapító iránti tiszteletből Helvéciának nevezték el. Az alföldi homok megkötésének lelkes előharcosa volt. Munkájáról később így írt: „a telepítés célja nem csupán üzlet, nem csupán a jogosult legmagasabb polgári haszon elérése volt, hanem ezen célok mellett azon ideális és hazafias feladat is, hogy Kecskemét város és a telepítő társaság a Dunántúl filoxéra által sújtott, kereset nélkül maradt polgárait a biztos kivándorlástól avagy elzülléstől megóvja s részükre a filoxéramentes homoki szőlők letelepítése által tisztes megélhetést és kenyérkeresetet biztosítson.” 
Közreműködött a Kecskemét-fülöpszállási helyiérdekű vasút létrehozásában is.Ebben 1905-ben építette kastélyát a Wéber-kastélyt, Bagolyvár néven. Helvécián, (építész: Székely Ödön) a vasútállomás közelében a Trieszt mellett álló Miramare kastély mintájára, neoromantikus stílusú új lakóházát és alatta hatalmas pincét, valamint présházat építtetett.
http://mapio.net/s/62154795/
Életének hátralévő éveit Kerepesen töltötte. Trianon nagy veszteséget hozott neki. Családja elveszítette erdélyi birtokait, és eddigre teljesen visszavonultan élt Kerepesen. 1913-ban elveszítette feleségét is és 1935-ben itt érte őt is a halál. Kerepesen van eltemetve. Sírját elhanyagolt állapotban találták meg, de hála a helyi lokálpatrióta Szász családnak, ez mára méltó megemlékezések helyszíne lett. Emlékét a helyi Kerepesi Német Nemzetiségi Önkormányzat is ápolja. A házban, ahol élt, ma óvoda működik.
Közéleti tevékenységén kívül irodalommal is foglalkozott, Petőfi Sándor verseit és népdalokat fordított németre.

## Emlékezete
- Wéber Ede emlékét elsősorban Helvécia ápolja. A Kecskemét közelében fekvő kis település szobrot állított neki, s róla nevezték el a helyi általános iskolát is.
- Kecskemét is rendszeresen megemlékezik Wéber Edéről. Születésének 160. évfordulója alkalmából a Hírös Naptár címmel megjelenő helytörténeti havilap januári száma közölt összeállítást Wéber munkásságáról.
- Kerepesen (Szilasligeten) utcát, illetve lakóparkot neveztek el róla. Minden évben a helyi hagyományőrzők leróják kegyeletüket a helyi temetőben lévő sírjánál.